# Sublet (film, 2020)
Pour plus de détails, voir Fiche technique et Distribution.
Sublet (en français : Sous-location) est un film américano-israélien réalisé par Eytan Fox.

## Synopsis
Michael Green (John Benjamin Hickey) est un journaliste juif-américain quinquagénaire qui vient passer cinq jours à Tel Aviv afin d'écrire un article pour la rubrique « voyages » du New York Times. Tomer (Niv Nissim), jeune étudiant en cinéma natif d'Israël et sans-le-sou, lui sous-loue son appartement et va lui faire découvrir la ville. 
Les deux hommes vont développer une relation complice, malgré leur différence d'âge.

## Analyse
Le film est avant tout une réflexion sur les cycles de la vie en mettant en scène la rencontre entre deux générations de gays, celle qui a vécu la crise du SIDA dans les années 1980-90 et qui s'est battue pour acquérir de nouveaux droits (mariage, adoption…), et la génération de Tomer, plus insouciante.

## Accueil
Sublet a été présenté pour la première fois au Festival du film de Tribeca à New York le 15 avril 2020 puis a été projeté à l'ouverture du Festival du Film de Jérusalem où il a reçu un très bon accueil de la critique et du public. 
En France, il a été présenté en avant-première lors du premier Festival Français du Film Juif le 19 janvier 2021. 

## Fiche technique
- Titre : Sublet
- Réalisation : Eytan Fox
- Scénario : Eytan Fox, Itay Segal
- Image : Daniel Miller
- Montage : Nili Feller
- Musique : Tom Darom, Assa Raviv
- Production : Moshe Edery, Micky Rabonowitz, Gal Uchovsky, Leon Edery
- Sociétés de production : United King Films, Light Stream Films, Mazeh Productions
- Distribution : Greenwich Entertainment
- Pays d'origine : Israël, États-Unis
- Langue : anglais
- Durée : 89 minutes

## Distribution
- John Benjamin Hickey : Michael, journaliste
- Niv Nissim : Tomer, étudiant en cinéma
- Lihi Kornowski : Daria, une amie de Tomer
- Miki Kam : Malka, mère de Tomer
- Peter Spears : David, mari de Michael
- Gabriel Loukas : Guy, un ami de Tomer
- Tamir Ginsburg : Kobi, une aventure d'un soir

## Distinctions
Sublet a remporté le prix du public au Festival du film Juif de Philadelphie (en) et le prix du jury au Festival du film Juif d'Atlanta (en).
Niv Nissim reçoit le Prix d'interprétation au Festival Écrans mixtes 2022.